# Marc Benninga
Marc Alexander Benninga (* 15. Februar 1961 in Leiden) ist ein ehemaliger niederländischer Hockeyspieler, der bei den Olympischen Spielen 1988 die Bronzemedaille gewann, 1990 war er Weltmeister.

## Sportliche Karriere
Der 1,70 m große Verteidiger bestritt 53 Länderspiele für die niederländische Nationalmannschaft.
Benninga debütierte 1985 in der Nationalmannschaft. Zwischen April 1986 und Dezember 1987 wurde er nicht in die Nationalmannschaft berufen. Bei den Olympischen Spielen 1988 in Seoul belegten die Niederländer in der Vorrunde den zweiten Platz hinter den Australiern. Im Halbfinale unterlagen die Niederländer der deutschen Mannschaft mit 1:2. Da auch die Australier ihr Halbfinale gegen die Briten verloren, trafen die Australier und die Niederländer im Spiel um den dritten Platz erneut aufeinander. Die Niederländer gewannen mit 2:1. Benninga kam in vier Vorrundenspielen zum Einsatz. Bei der Weltmeisterschaft 1990 in Lahore waren die Niederländer in der Vorrunde Zweite hinter den Australiern. Nach dem 3:2-Halbfinalsieg über die deutsche Mannschaft gewannen die Niederländer im Finale mit 3:1 gegen die Mannschaft des Gastgeberlandes Pakistan. Benninga wurde lediglich im Vorrundenspiel gegen Indien eingesetzt. Im Juni 1990 bestritt Benninga sein letztes Länderspiel.
Auf Vereinsebene spielte Benninga für den Haagsche Delftsche Mixed. Seine Schwester Carina Benninga war ebenfalls eine erfolgreiche Hockeyspielerin.